# Marcello Alencar
Marcello Nunes de Alencar GCIH • GOMM (Rio de Janeiro, 23 de agosto de 1925 – Rio de Janeiro, 10 de junho de 2014) foi um advogado e político brasileiro filiado ao Partido da Social Democracia Brasileira (PSDB). Pelo Rio de Janeiro, foi governador e prefeito da capital homônima por dois mandatos.

## Biografia
Como advogado, defendeu presos políticos durante o Regime Militar de 1964. Filiado ao MDB, foi suplente do senador Mário de Sousa Martins pelo extinto estado da Guanabara. Em 1969, com o advento do Ato Institucional Nº 5, ele próprio teve seu mandato cassado e direitos políticos suspensos.
Após a Lei da anistia e o fim do bipartidarismo no país, filiou-se ao PDT. Presidiu o extinto BANERJ no início do primeiro governo de Leonel Brizola que o nomeou para ocupar a chefia municipal (na época os prefeitos das capitais eram indicados pelo governador). Em janeiro de 1986, passou o cargo para Saturnino Braga. Ainda em 1986, concorreu ao Senado Federal, perdendo para Nelson Carneiro e Afonso Arinos.
Retornou à prefeitura em 1989, ao ser eleito nas eleições municipais de 1988. Em sua segunda gestão recuperou as finanças da prefeitura, que teve a falência decretada por seu antecessor. Reformou praças, vias públicas, escolas e hospitais e implementou o Rio-Orla, projeto urbanístico que consistiu na remodelação dos calçadões das avenidas litorâneas com a implantação de quiosques padronizados e de ciclovias. Por não conseguir indicar o seu aliado Luis Paulo Corrêa da Rocha como candidato do PDT a sua sucessão, deixou o partido e entrou em choque com Brizola.
Em 1993 se filiou ao PSDB junto com o seu grupo político. Pela legenda tucana venceu o pleito estadual de 1994, derrotando Anthony Garotinho. Como governador fez a Via Light, expandiu as linhas 1 e 2 do Metrô, levando-o para Copacabana e Pavuna e, rompendo com seu passado trabalhista, privatizou uma série de empresas estatais como a CERJ (Companhia de Eletricidade do Estado do Rio de Janeiro), BANERJ (Banco do Estado do Rio de Janeiro), CONERJ (Companhia de Navegação do Estado do Rio de Janeiro), CEG (Companhia Estadual de Gás), Flumitrens (Companhia Fluminense de Trens Urbanos) e o próprio Metrô do Rio de Janeiro.
Em março de 1995, Alencar foi admitido pelo presidente Fernando Henrique Cardoso à Ordem do Mérito Militar no grau de Grande-Oficial especial. Em 18 de agosto de 1997, foi agraciado com a Grã-Cruz da Ordem do Infante D. Henrique de Portugal.
Deixou o governo estadual em janeiro de 1999. Em 2002, sofreu um AVC que lhe deixou pequenas sequelas.
Faleceu em 10 de junho de 2014.
Em 19 de junho de 2016, o maior túnel subterrâneo do país foi inaugurado e batizado como Túnel Prefeito Marcello Alencar em sua homenagem, com 3.382 metros de extensão e que liga a Avenida Brasil ao Aterro do Flamengo, substituindo o antigo Elevado da Perimetral, após sua demolição.

## Ligações Externas
Perfil no sítio da ALERJ
 